# Assedio di Ciropoli

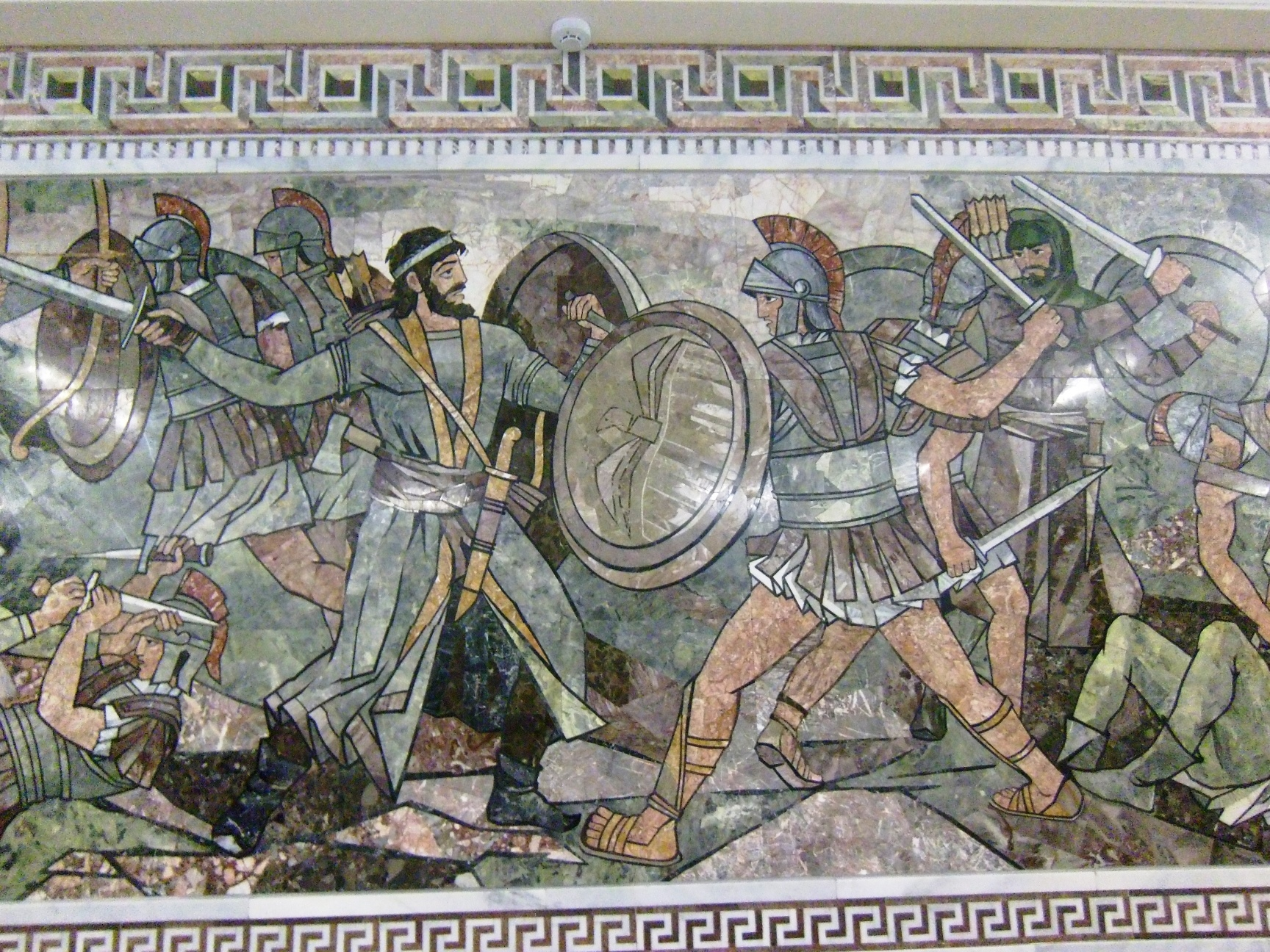
immagine del Museo nazionale del Tagikistan. dove si vedono i soldati macedoni combattere contro i soldati Sogdiani. durante l'assedio di Ciropoli.

L'assedio di Ciropoli è un episodio della campagna persiana di Alessandro il Macedone.
Ciropoli (Kyropolis) era la più grande delle sette città della satrapia della Sogdiana, che Alessandro attaccò nel 329 a.C. Il suo obiettivo era la conquista della Sogdiana.
Alessandro inizialmente inviò Cratero a Kyropolis, la maggiore delle città della Sogdiana in lotta contro le forze di Alessandro. Le istruzioni ricevute da Cratero erano di "prendere posizione vicino alla città, circondarla con un fossato ed una palizzata, e poi assemblare le macchine d'assedio che potrebbero essere adatte allo scopo...".
L'idea di Alessandro era di mantenere gli abitanti concentrati sulla difesa, per evitare che potessero inviare aiuto alle altre città. Partendo da Gazza, Alessandro continuò a conquistare le città circostanti. Cinque delle sette città furono prese in due giorni. Molti degli abitanti furono uccisi. Alessandro successivamente arrivò a Kyropolis, al tempo la città meglio fortificata della regione, nonché quella con la popolazione più numerosa. Era anche dotata, presumibilmente, dei migliori combattenti della regione.
Alessandro affrontò le difese della città utilizzando le macchine d'assedio. Mentre l'assedio continuava, Alessandro ordinò ad alcune truppe di inserirsi di nascosto in un corso d'acqua prosciugato, collegato fino al di sotto delle mura della città. Alessandro stesso guidò i suoi uomini in questa via alternativa e, una volta entrati, insieme aprirono le porte della città, permettendo di entrare alle forze poste al di fuori. Durante i combattimenti Cratero fu ferito da una freccia. I difensori furono costretti alla fuga. Arriano indica il numero delle forze dei difensori intorno ai 15 000 combattenti e sostiene che 8 000 di loro siano stati uccisi nella prima fase dell'operazione. Il resto pare abbia cercato rifugio all'interno della fortezza centrale della città, ma si arrese dopo un giorno a causa della mancanza di acqua.
I numeri sulla battaglia variano a seconda dell'autore. Arriano cita Claudio Tolomeo, che disse che Kyropolis si arrese fin dall'inizio, inoltre Arriano afferma anche che secondo Aristobulo di Cassandrea la città fu presa d'assalto e furono tutti massacrati.